# Perkussionshammer

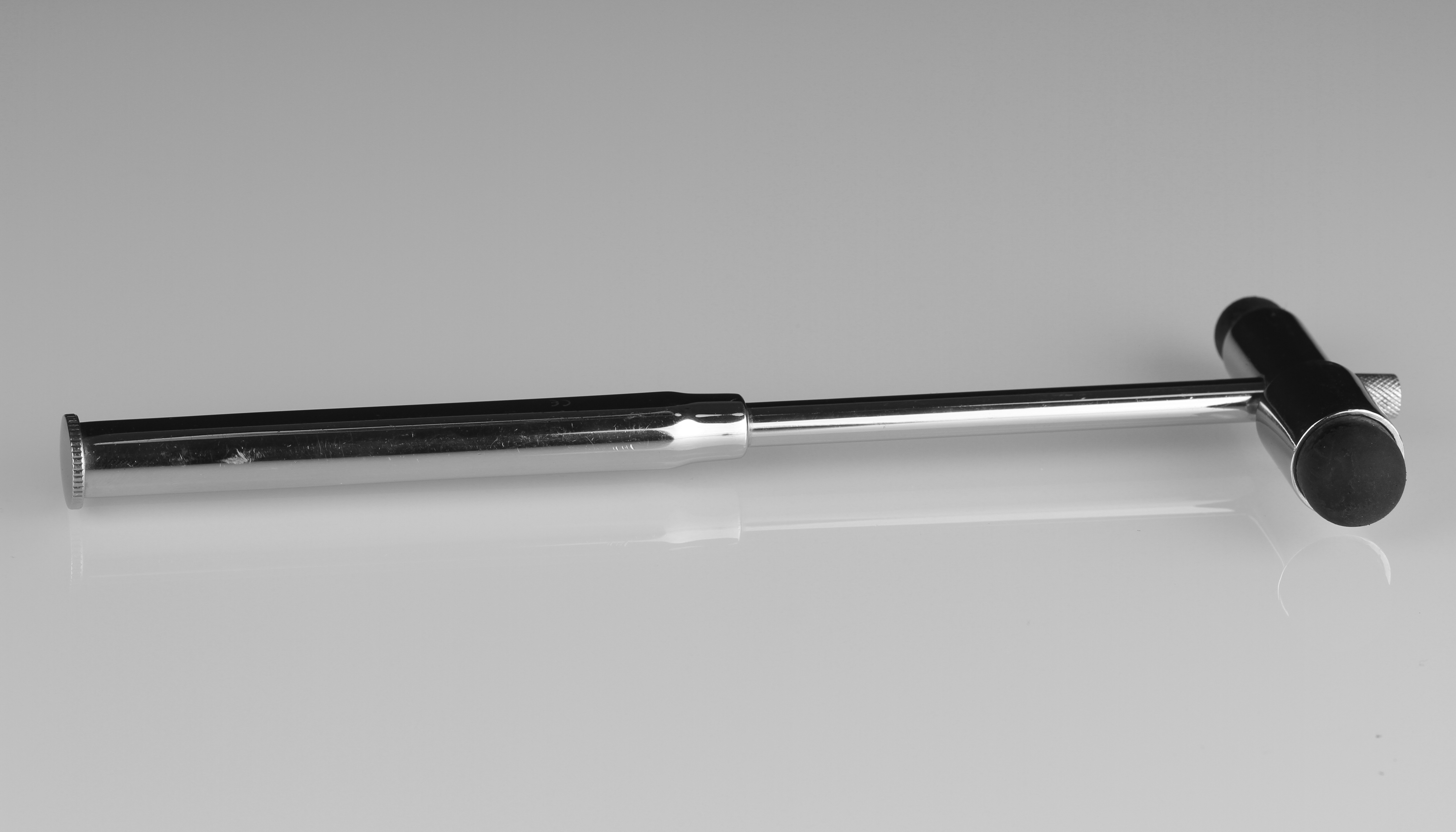
Medizinischer Perkussionshammer (vermutlich nach Buck)

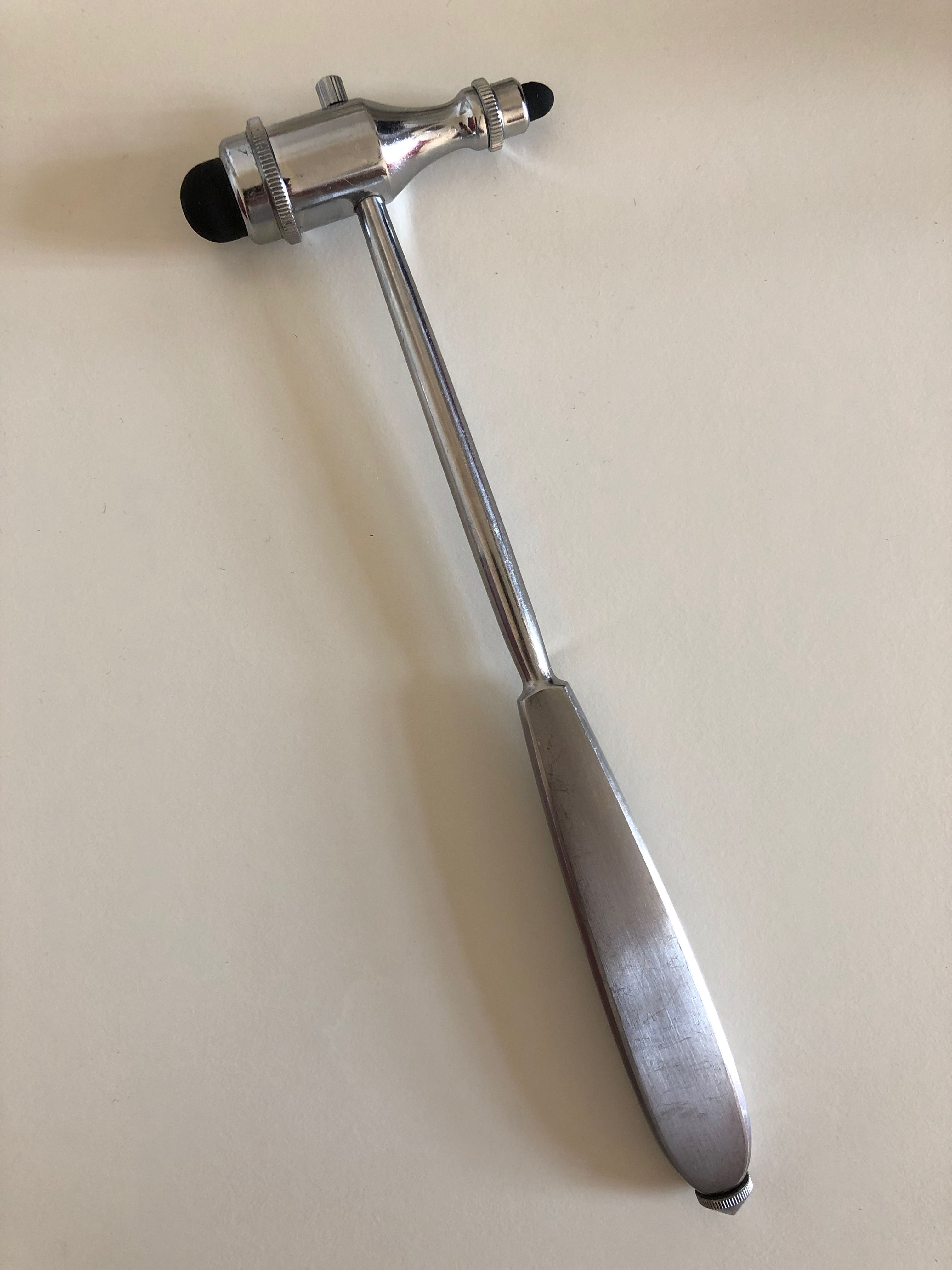
Reflexhammer nach Trömner

Der Perkussionshammer oder Reflexhammer ist ein in der medizinischen Diagnostik bei der Technik der Perkussion gebräuchliches Instrument.
Meist wird mit einem Teil aus Gummi auf die zu untersuchenden Körperteile geklopft. Dabei werden die entstehenden unterschiedlichen Formen des Klopfschalls ausgewertet, oder aber der Hammer wird zur Auslösung von Reflexen eingesetzt.

## Modelle
Es existieren unterschiedliche Modelle, die meist nach dem Erfinder benannt werden. Einige Beispiele sind: Joseph Babinski, Bernhard Berliner, Buck, Joseph Jules Dejerine, William Christopher Krauss, Abraham Rabiner, Rossier, John Madison Taylor, Traube, Ernst Trömner.